# Operatie Kaput
Operatie Kaput was de codenaam voor de toewijzing van een verdedigingszone voor het Amerikaanse 9e Legerkorps tijdens de Tweede Wereldoorlog.

## Geschiedenis
In de laatste maanden van de oorlog drongen de geallieerden diep door in Duitsland. Het 9e Legerkorps van de Amerikanen kregen een verdedigingszone aan de Elbe toegewezen. Ze hadden de opdracht gekregen om de omgeving te zuiveren van Duitse troepen.